# Rosa María Avilés Nájera
Rosa María Avilés Nájera (Puebla, 31 de marzo de 1951) es una política mexicana del partido Convergencia (anteriormente estuvo afiliada al Partido de la Revolución Democrática). En 2004 fue diputada de la LIX Legislatura, como representante plurinominal. Es licenciada en Física, por la UAP, maestra en Física por la UNAM. De acuerdo con el Registro Nacional de Profesiones, no cuenta con Cédula Profesional de ninguna de estas formaciones. En la UAP formó parte del equipo interdisciplinario de investigación sobre energía alternativa, investigadora del Centro Universitario para la Prevención de Desastres Regionales, fundadora del Departamento de Extensión Universitaria y Servicio Social, coordinadora del Servicio Social, y académica.

## Participación en el movimiento estudiantil de 1968
Formó parte del movimiento estudiantil de 1968 en Puebla, influenciada por la solidaridad que su padre mostró en distintos contextos como el movimiento campesino y ferrocarrilero en el estado de Veracruz, militante del Partido Comunista Mexicano; y por el activismo de su hermano estudiante de Arquitectura. En el movimiento realizó actividades exclusivas para los hombres como: hacer esténciles, botear,  asistir a las asambleas, etc.
Uno de los logros importantes del movimiento estudiantil, que respondía a la demanda de estudiantes rechazados, fue la fundación de las escuelas Preparatorias Populares, como la Preparatoria Popular Emiliano Zapata la cual fue iniciada por estudiantes que dieron cátedra sin sueldo alguno, Avilés fue la encargada de Matemáticas II

## Carrera política
En el ámbito político, Rosa María, fue militante del Partido Comunista Mexicano, fundadora del Partido de la Revolución Socialista, así como de Alianza Cívica. En el Partido de la Revolución Democrática (PRD), además de fundadora, ha sido parte del Comité Directivo Estatal en Puebla, Secretaria de: formación política, finanzas y comunicación social, candidata a la presidencia municipal de Puebla. Fue promotora de la reforma electoral con perspectiva de género para Puebla.